# Antic Casino de Cardedeu
L'Antic Casino és una obra del municipi de Cardedeu (Vallès Oriental) protegida com a bé cultural d'interès local.

## Descripció
Es tracta d'un edifici aïllat, antic casino de Cardedeu i posteriorment fàbrica. De volumetria complexa amb un cos en una plana i cobert de forma plana, està limitat per una balustrada que inclou tres frontons clàssics. La totalitat de les obertures són de mig punt. El cos de planta baixa i dos pisos està coberta a dues vessants amb capcer d'elements clàssics. Al primer pis hi ha una terrassa. Els laterals emprats són: pedra, maó i teula àrab.

## Història
El sr. Campmajor, fabricant de Sabadell i estiuejant de Cardedeu fou el mecenes d'aquest Casino. Era el millor local d'esbargiment que hi havia a la comarca amb teatre, salons de cafè, restaurants, sala de joc, terrassa i jardí que meresqué el nom de Gran Casino del Vallès. Els plànols foren presentats el maig de 1924; els edificis foren acabats el juny de 1925 i les obres foren executades pel contractista Josep Vinals. Entre els anys 1930-1936 fou la llar de la delegació local de la Lliga Regionalista i altres entitats. Durant la Guerra Civil fou infeudat pel comitè i serví d'escola i també d'estatge de milícies antifeixistes, que el deixaren en molt mal estat. Acabada la guerra el sr. Campmajor la posà en venda i passà a ser propietat privada. El seu interior fou remodelat amb la intenció de donar cabuda a una fàbrica.